# Transição energética
Transição energética é um conceito que se aplica às mudanças estruturais nas matrizes energéticas a longo e curto prazo. Essas mudanças decorrem de diferentes demandas históricas, passando por disponibilidade de combustíveis até necessidades ambientais de redução de emissões de gases de efeito estufa. Como exemplo de um processo de transição energética, pode-se mencionar um país que busca mudar sua matriz energética passando do uso de fontes fósseis para fontes renováveis.
Existem diferentes posicionamentos sobre a definição do termo "transição energética" principalmente no que se refere às diferentes escalas de tempo envolvidas, mas há consenso na ideia de uma "mudança estrutural num sistema energético". Essas mudanças decorrem de políticas públicas, economia, escala e diferenças de estruturação do sistema energético.

## História

Pensar uma "transição energética" só faz sentido quando existe clareza sobre diferentes possibilidades de obtenção de energia para o uso humano e também uma compreensão de que mudanças na matriz energética resultam em diferenças substanciais no estruturamento de uma sociedade.

## Descarbonização do sistema energético global
As reduções de emissões necessárias para manter o aquecimento global abaixo de 2 °C exigirá uma transformação em todo o sistema da forma como a energia é produzida, distribuída, armazenada e consumida. Para que uma sociedade substitua uma forma de energia por outra, diversas tecnologias e comportamentos no sistema energético precisam mudar. Por exemplo, a transição do petróleo para a energia solar como fonte de energia para automóveis requer a geração de electricidade solar, modificações na rede eléctrica para acomodar flutuações na produção de painéis solares ou a introdução de carregadores de baterias variáveis e uma procura global mais elevada, a adopção de carros elétricos e redes de instalações de carregamento de veículos eléctricos e oficinas de reparação.
Muitos caminhos de mitigação das mudanças climáticas preveem três aspectos principais de um sistema de energia de baixo carbono:
- A utilização de fontes de energia de baixa emissão para produzir eletricidade
- Eletrificação – ou seja, o aumento do uso de eletricidade em vez da queima direta de combustíveis fósseis
- Adoção acelerada de medidas de eficiência energética[4]

Algumas tecnologias e processos que consomem muita energia são difíceis de eletrificar, incluindo aviação, transporte marítimo e siderurgia. Existem várias opções para reduzir as emissões destes sectores: os biocombustíveis e os combustíveis sintéticos neutros em carbono podem alimentar muitos veículos concebidos para queimar combustíveis fósseis, no entanto os biocombustíveis não podem ser produzidos de forma sustentável nas quantidades necessárias e os combustíveis sintéticos são actualmente muito caros. Para algumas aplicações, a alternativa mais proeminente à eletrificação é desenvolver um sistema baseado em combustível de hidrogênio produzido de forma sustentável.
Espera-se que a descarbonização total do sistema energético global demore várias décadas e possa ser alcançada principalmente com as tecnologias existentes. Na proposta da AIE para atingir emissões líquidas zero até 2050, cerca de 35% da redução das emissões depende de tecnologias que ainda estão em desenvolvimento em 2023. As tecnologias relativamente novas incluem baterias e processos para criar combustíveis neutros em carbono. O desenvolvimento de novas tecnologias requer investigação e desenvolvimento, demonstração e redução de custos através da implementação.
A transição para um sistema energético com zero emissões de carbono trará fortes benefícios para a saúde humana: a Organização Mundial de Saúde estima que os esforços para limitar o aquecimento global a 1,5 °C poderiam salvar milhões de vidas todos os anos, apenas através da redução da poluição atmosférica. Com um bom planeamento e gestão, existem caminhos para proporcionar acesso universal à eletricidade e à cozinha limpa até 2030, de formas que sejam consistentes com os objetivos climáticos. Historicamente, vários países obtiveram ganhos económicos rápidos através da utilização do carvão. Contudo, continua a existir uma janela de oportunidade para muitos países e regiões pobres “ultrapassarem” a dependência dos combustíveis fósseis, desenvolvendo os seus sistemas energéticos com base em energias renováveis, desde que haja investimento internacional adequado e transferência de conhecimentos.

### Integração de fontes de energia variáveis
Para fornecer eletricidade confiável a partir de fontes de energia renováveis variáveis, como a eólica e a solar, os sistemas de energia elétrica exigem flexibilidade. A maioria das redes elétricas foi construída para fontes de energia não intermitentes, como as usinas elétricas a carvão. À medida que maiores quantidades de energia solar e eólica são integradas na rede, é necessário introduzir alterações no sistema energético para garantir que o fornecimento de eletricidade corresponde à procura. Em 2019, estas fontes geraram 8,5% da electricidade mundial, uma quota que tem crescido rapidamente.
Existem várias maneiras de tornar o sistema elétrico mais flexível. Em muitos lugares, a geração eólica e solar são complementares numa escala diária e sazonal: há mais vento durante a noite e no inverno, quando a produção de energia solar é baixa. A ligação de diferentes regiões geográficas através de linhas de transmissão de longa distância permite um maior cancelamento da variabilidade. A demanda de energia pode ser alterada ao longo do tempo por meio do gerenciamento da demanda de energia e do uso de redes inteligentes, correspondendo aos horários em que a produção variável de energia é maior. Com o armazenamento de energia na rede, a energia produzida em excesso pode ser liberada quando necessário. Poderia ser proporcionada uma maior flexibilidade através do acoplamento sectorial, ou seja, do acoplamento do sector da eletricidade ao sector do aquecimento e da mobilidade através de sistemas de conversão de energia em calor e de veículos elétricos.
Construir capacidade excedente para geração eólica e solar pode ajudar a garantir que eletricidade suficiente seja produzida mesmo durante condições climáticas adversas. Em condições climáticas ideais, a geração de energia pode ter que ser reduzida se o excesso de eletricidade não puder ser usado ou armazenado. O desfasamento final entre a procura e a oferta pode ser coberto através da utilização de fontes de energia distribuíveis, como a energia hidroelétrica, a bioenergia ou o gás natural.

#### Armazenamento de energia
O armazenamento de energia ajuda a superar as barreiras à energia renovável intermitente e é um aspecto importante de um sistema de energia sustentável. O método de armazenamento mais comumente utilizado e disponível é a energia hidrelétrica por bombeamento, que requer locais com grandes diferenças de altura e acesso à água. As baterias, especialmente as de iõns de lítio, também são amplamente utilizadas. As baterias normalmente armazenam eletricidade por curtos períodos; estão em curso pesquisas sobre tecnologia com capacidade suficiente para durar todas as estações.
Os custos das baterias de grande escala nos EUA caíram cerca de 70% desde 2015, no entanto, o custo e a baixa densidade energética das baterias tornam-nas impraticáveis para o armazenamento de energia muito grande necessário para equilibrar as variações inter-sazonais na produção de energia. Em alguns locais, foi implementado o armazenamento de energia hidroeléctrica bombeada e a conversão de electricidade em gás e vice-versa, com capacidade para utilização durante vários meses.

### Eletrificação
Em comparação com o resto do sistema energético, as emissões podem ser reduzidas muito mais rapidamente no sector eléctrico. Em 2019, 37% da eletricidade global foi produzida a partir de fontes de baixo carbono (energia renovável e nuclear). Os combustíveis fósseis, principalmente o carvão, produzem o resto do fornecimento de electricidade. Uma das formas mais fáceis e rápidas de reduzir as emissões de gases com efeito de estufa é eliminar gradualmente as centrais eléctricas alimentadas a carvão e aumentar a produção de electricidade renovável.
As vias de mitigação das alterações climáticas prevêem uma electrificação extensiva — a utilização da electricidade como substituto da queima directa de combustíveis fósseis para aquecimento de edifícios e para transportes. Uma política climática ambiciosa permitiria duplicar a quota de energia consumida como eletricidade até 2050, dos 20% em 2020.
Um dos desafios para fornecer acesso universal à eletricidade é distribuir energia para áreas rurais. Os sistemas fora da rede e as mini-redes baseados em energias renováveis, como pequenas instalações solares fotovoltaicas que geram e armazenam electricidade suficiente para uma aldeia, são soluções importantes. Um acesso mais alargado a eletricidade fiável levaria a uma menor utilização de iluminação a querosene e de geradores a gasóleo, que são atualmente comuns no mundo em desenvolvimento.
A infraestrutura para gerar e armazenar electricidade renovável requer minerais e metais, como o cobalto e o lítio para as baterias e o cobre para os painéis solares. A reciclagem pode satisfazer parte desta procura se os ciclos de vida dos produtos forem bem concebidos; no entanto, atingir emissões líquidas zero ainda exigiria grandes aumentos na mineração de 17 tipos de metais e minerais. Um pequeno grupo de países ou empresas domina por vezes os mercados destas mercadorias, levantando preocupações geopolíticas. A maior parte do cobalto do mundo, por exemplo, é extraída na República Democrática do Congo, uma região politicamente instável onde a mineração é frequentemente associada a riscos para os direitos humanos. Um fornecimento geográfico mais diversificado pode garantir uma cadeia de fornecimento mais flexível e menos frágil.

### Hidrogênio
O gás hidrogênio é amplamente discutido no contexto energético, como um transportador de energia com potencial para reduzir as emissões de gases de efeito estufa. Isso exige que o hidrogênio seja produzido de forma limpa, em quantidades suficientes para abastecer setores e aplicações onde alternativas de mitigação mais baratas e energeticamente eficientes são limitadas. Essas aplicações incluem a indústria pesada e o transporte de longa distância.
O hidrogênio pode ser utilizado como fonte de energia em células de combustível para produzir eletricidade ou por meio da combustão para gerar calor. Quando o hidrogênio é consumido em células de combustível, a única emissão no ponto de utilização é o vapor de água. A combustão do hidrogênio pode levar à formação térmica de óxidos de nitrogênio prejudiciais. As emissões gerais do ciclo de vida do hidrogênio dependem de como ele é produzido. Quase todo o fornecimento atual de hidrogênio do mundo é criado a partir de combustíveis fósseis.
O principal método é a reforma do metano a vapor, na qual o hidrogênio é produzido a partir de uma reação química entre o vapor e o metano, o principal componente do gás natural. A produção de uma tonelada de hidrogénio através deste processo emite 6,6–9,3 toneladas de dióxido de carbono. Embora a captura e armazenamento de carbono (CAC) possam remover uma grande fração dessas emissões, a pegada de carbono geral do hidrogênio do gás natural é difícil de avaliar desde 2021, em parte devido às emissões (incluindo metano ventilado e fugitivo) criadas na produção do próprio gás natural.
A eletricidade pode ser usada para dividir moléculas de água, produzindo hidrogênio sustentável, desde que a eletricidade tenha sido gerada de forma sustentável. No entanto, este processo de eletrólise é atualmente mais caro do que a criação de hidrogênio a partir do metano sem CCS e a eficiência da conversão de energia é inerentemente baixa. O hidrogénio pode ser produzido quando há um excedente de eletricidade renovável variável, sendo depois armazenado e utilizado para gerar calor ou para regenerar electricidade. Pode ser ainda transformado em combustíveis líquidos, como a amônia verde e o metanol verde. A inovação nos eletrólisadores de hidrogénio poderá tornar a produção em larga escala de hidrogénio a partir de electricidade mais competitiva em termos de custos.
O combustível de hidrogénio pode produzir o calor intenso necessário para a produção industrial de aço, cimento, vidro e produtos químicos, contribuindo assim para a descarbonização da indústria, juntamente com outras tecnologias, como os fornos de arco elétrico para a produção de aço. Para a produção de aço, o hidrogénio pode funcionar como um transportador de energia limpa e simultaneamente como um catalisador de baixo carbono, substituindo o coque derivado do carvão. O hidrogênio utilizado para descarbonizar os transportes deverá encontrar as suas maiores aplicações no transporte marítimo, na aviação e, em menor medida, nos veículos pesados de mercadorias. Para veículos ligeiros, incluindo automóveis de passageiros, o hidrogénio está muito atrás de outros veículos movidos a combustíveis alternativos, especialmente quando comparado com a taxa de adopção de veículos elétricos a bateria, e poderá não desempenhar um papel significativo no futuro.
As desvantagens do hidrogénio como transportador de energia incluem os elevados custos de armazenamento e distribuição devido à explosividade do hidrogénio, ao seu grande volume em comparação com outros combustíveis e à sua tendência para tornar as tubagens quebradiças.

### Energia nuclear
Nas décadas de 1970 e 1980, a energia nuclear ganhou uma grande participação em alguns países. Na França e na Eslováquia, mais da metade da energia elétrica ainda é nuclear. É uma fonte de energia de baixo carbono, mas vem com riscos e custos crescentes. Desde o final da década de 1990, a implantação desacelerou. O descomissionamento aumenta à medida que muitos reatores estão próximos do fim de sua vida útil ou muito antes, devido a sentimentos antinucleares. A Alemanha parou suas últimas três usinas nucleares em meados de abril de 2023. Por outro lado, o China General Nuclear Power Group tem como meta 200 GW até 2035, produzidos por 150 reatores adicionais. 